# 博爾多利亞
博爾多利亞（法語：Borduria）是埃爾熱所著《丁丁歷險記》中的一個虛構國家。它座落於巴爾幹地區，和相鄰的西爾達維亞處於敵對狀態 。它在《奧托卡王的權杖》《卡爾庫魯斯案件》和《丁丁與叢林戰士》中均有描述。

## 地理
博爾多利亞鄉村地處多山的山區。崎嶇的景觀和高聳的山峰與穆尔西亚地区的巴爾干山脈最為相似。因此，有可能博爾多利亞應該大致設置在現在的保加利亞和塞爾維亞。波爾杜里亞的首都是索佐德（Szohôd），也這是政府所在地。

## 政治

1939年博爾多利亞的國旗（《奧托卡王的權杖》）

1956年博爾多利亞的國旗（《卡爾庫魯斯案件》）

博爾多利亞是一個法西斯主義國家，擁有半集權主義政府。 在第二次世界大戰之前和期間，法西斯主義政府統治著匈牙利、克羅地亞、阿爾巴尼亞和羅馬尼亞等幾個中歐國家，戰後所有這些國家都成為了蘇聯的衛星國。博爾多利亞也有可能處於類似情況。在丁丁戰後的故事中，它被描繪成一個典型的東方集團國家。該國總統擁有“元帥”的軍銜這一事實是對蘇聯領導人約瑟夫·斯大林、羅馬尼亞戰時領導人扬·安东内斯库和南斯拉夫戰後總統約瑟普·布羅茨·鐵託的暗示。但是，領導人的個人崇拜明顯是對約瑟夫·斯大林的影射。